# Обша (деревня)
Обша (пол. Obsza) — деревня в Билгорайском повете Люблинского воеводства Польши. Административный центр гмины Обша. По данным переписи 2011 года, в деревне проживало 794 человека.

## География
Деревня расположена на юго-востоке Польши, в пределах Тарногрудского плато, к югу от реки Танев, на расстоянии приблизительно 30 километров к юго-востоку от города Билгорай, административного центра повета. Абсолютная высота — 225 метров над уровнем моря. Через населённый пункт проходит региональная автодорога 863.

## История
Согласно «Военно-статистическому обозрению Российской Империи», в 1847 году в селе Обша проживал 771 человек. В административном отношении входило в состав Замостского уезда Люблинской губернии Царства Польского. Согласно переписи 1921 года имелось 167 домов и проживало 914 человек. В национальном составе преобладали украинцы (748 человек), остальные — евреи (84 человека) и поляки.
В период с 1975 по 1998 годы входила в состав Замойского воеводства.

## Население
Демографическая структура по состоянию на 31 марта 2011 года:
|         | Всего | До трудоспособного возраста | Трудоспособного возраста | Старше трудоспособного возраста |
| ------- | ----- | --------------------------- | ------------------------ | ------------------------------- |
| Мужчины | 410   | 81                          | 295                      | 34                              |
| Женщины | 384   | 68                          | 230                      | 86                              |
| Всего   | 794   | 149                         | 525                      | 120                             |

## Достопримечательности
- Костёл (до 1875 года — униатский храм, в 1875—1919 годы — православный храм) Успения Пресвятой Девы Марии, 1860 г.